# James Newton Rodney Moore
Sir James Newton Rodney Moore, britanski general, * 1905, † 1985